# Cosmina (Vorname)
Cosmina ist ein Vorname.

## Herkunft und Bedeutung
Er ist die weibliche Form des rumänischen Namens Cosmin.

## Bekannte Namensträgerinnen
- Cosmina Dușa (* 1990), rumänische Fußballspielerin
- Cosmina Stratan (* 1984), rumänische Journalistin und Schauspielerin